# Elecciones al Consejo Legislativo de Gambia de 1951
Las elecciones del Consejo Legislativo se llevaron a cabo en Gambia el 18 de junio de 1951. Esta vez se permitieron tres asientos electos en el Consejo Legislativo, mientras que en la anterior elección había sido solo uno. Fue la segunda elección de Gambia y la primera en presentar partidos políticos. En el distrito de Bathurst (actual Banjul) fueron elegidos John Colley Faye, del Partido Demócrata, y Ibrahima Momodou Garba-Jahumpa del Partido del Congreso Musulmán, mientras que en el distrito de Kombo St. Mary fue elegido Henry Madi, como candidato independiente.

## Resultados
| Distrito                 | Candidato                      | Partido                       | Votos | %     |
| ------------------------ | ------------------------------ | ----------------------------- | ----- | ----- |
| Bathurst                 | John Colley Faye               | Partido Democrático           | 905   | 40.01 |
| Bathurst                 | Ibrahima Momodou Garba-Jahumpa | Partido del Congreso Musulmán | 828   | 36.60 |
| Bathurst                 | Pierre Sarr N'Jie              | Independiente                 | 463   | 20.47 |
| Bathurst                 | Edward Francis Small           | Liga Nacional de Gambia       | 45    | 1.99  |
| Bathurst                 | Mustapha Colley                | Partido Popular Comunal       | 10    | 0.44  |
| Bathurst                 | J Francis Senegal              | Independiente                 | 6     | 0.27  |
| Bathurst                 | John Finden Dailey             | Partido Popular Comunal       | 5     | 0.22  |
| Kombo St Mary            | Henry Madi                     | Independiente                 | 813   | 75.63 |
| Kombo St Mary            | Howsoon Semege-Janneh          | Independiente                 | 255   | 23.72 |
| Kombo St Mary            | John Kuye                      | Independiente                 | 7     | 0.65  |
| Total                    | Total                          | Total                         | 3,337 | –     |
| Fuente: Hughes & Perfect |                                |                               |       |       |